# Legame ad alogeno

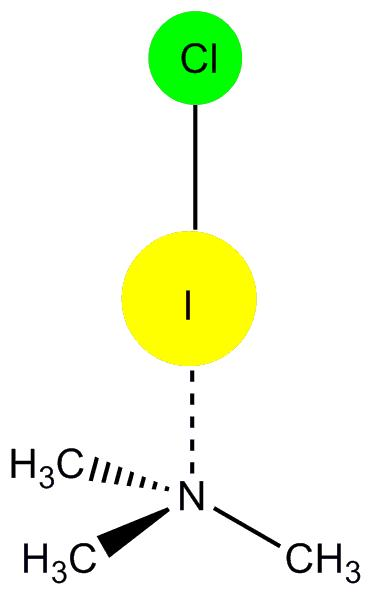
Legame ad alogeno tra lo iodio del cloruro di iodio e l'azoto della trimetilammina

Il legame ad alogeno è una interazione non covalente che si verifica tra un atomo di alogeno, che agisce da acido di Lewis, e una base di Lewis.
È possibile comprendere il legame ad alogeno confrontandolo con il più comune legame a idrogeno:
Legame a idrogeno: D···H―B
Legame ad alogeno: D···X―B
In entrambi i casi sia gli atomi di idrogeno che quello di alogeno agiscono da accettori di elettroni nei confronti di un atomo o gruppo D che rappresenta il donatore. Instaurando il loro legame covalente con B, sia l'idrogeno che l'alogeno tendono ad assumere una carica parziale positiva: maggiormente elettronegativa sarà la specie legata all'alogeno (ovvero B), maggiore sarà la possibilità di ottenere legami ad alogeno più forti. Sia il legame H―B che quello X―B risultano indeboliti dopo il legame con D.
Tutti gli alogeni possono formare il legame ad alogeno, sebbene il fluoro vi partecipi più raramente. La sequenza di forza delle relative interazioni, basata su evidenze sia teoriche che sperimentali, varia in ordine crescente nel seguente modo: F < Cl < Br < I.
Il legame ad alogeno assume una certa importanza in chimica supramolecolare per la formazione di particolari aggregati e in scienza dei materiali per sfruttarne la capacità di modificare le proprietà dei materiali.

## Caratteristiche

Il prodotto ottenuto dall'addizione di Br_{2} all'1,4-diossano studiato da Hassel nel 1954

Contrariamente all'idrogeno, gli alogeni possono anche agire da donatori di elettroni. Il legame ad alogeno dà origine a strutture ben definite e la sua forza varia da 5–180 kJ/mol, quindi si tratta di una interazione che può dimostrarsi sensibilmente più forte rispetto al legame a idrogeno. Nel 1954 Odd Hassel ha effettuato il primo studio di cristallografia a raggi X riguardante il legame ad alogeno, esaminando la struttura del bromo 1,4-diossanato. L'esperimento ha rivelato la presenza di una breve interazione intermolecolare tra gli atomi di ossigeno del diossano e i due atomi di bromo. La distanza del legame O―Br misura 2,71 Å, il che indica una forte interazione tra il bromo e gli atomi di ossigeno. Inoltre, la distanza è più piccola della somma dei raggi di van der Waals dell'ossigeno e del bromo (3.35 Å). L'angolo tra il legame O―Br e quello Br―Br è di circa 180°.
Oltre alle molecole di alogeno, esempi tipici di composti che possono formare legami ad alogeno sono i composti interalogeno (formati cioè da due o più atomi di alogeni diversi) e i composti in cui l'alogeno è legato a un gruppo alchilico. Tra i donatori riscontrati più frequentemente figurano l'ammoniaca e i derivati amminici, ma anche altre basi di Lewis in cui è presente l'ossigeno (come CO, H2O, H2CO, etc.), lo zolfo (H2S) o il fosforo (PH3), cianoderivati (HCN, CH3CN), composti insaturi quali acetilene ed etilene, oltre agli anelli aromatici.
Un caso particolare di legame ad alogeno osservato studiando la formazione di dimeri alometanici come quelli ottenuti dal difluorometano, fluorometano e trifluorometano, è quello che riguarda l'interazione C―X···H―C. In questi casi l'interazione in oggetto mostra simultaneamente anche le proprietà tipiche del legame a idrogeno, per cui ci si riferisce a questo legame con il termine legame ad alogeno-idrogeno. Lo stesso caso avviene nell'interazione tra fluorometani e acido fluoridrico (HF).